# Талашкино
Талашкино — село в Смоленской области, в 18 км к югу от Смоленска, в 1 км восточнее автодороги А141 Орёл — Витебск. Административный центр Талашкинского сельского поселения.
Население — 1501 жителей (2010 год).

## История
Известно как минимум с конца XVI века (пожаловано польским королём Сигизмундом III полякам Шупинским). С 1893 года было во владении княгини Марии Тенишевой. Сохранился парк с прудами.
С 1893 по 1914 год Талашкино было значительным центром российской художественной жизни, сопоставимым с Абрамцевым. Поставив цель возродить крестьянские художественные ремёсла, Тенишева и приглашённые ею художники организовали учебные и художественно-промышленные мастерские: резную, эмальерную, вышивальную и гончарную, которыми руководил С. В. Малютин. В Талашкине бывали и работали живописцы Михаил Врубель, Николай Рерих, Александр и Альберт Бенуа, Михаил Нестеров, Константин Коровин, Илья Репин, скульптор Павел Трубецкой, композиторы В. В. Андреев и Игорь Стравинский и другие.
Княгиня М. К. Тенишева об идее музея:

«Мне давно хотелось осуществить в Талашкине ещё один замысел. Русский стиль, как его до сих пор трактовали, был совершенно забыт. Все смотрели на него как на что-то устарелое, мертвое, неспособное возродиться и занять место в современном искусстве. Наши деды сидели на деревянных скамьях, спали на пуховиках, и конечно, эта обстановка уже перестала удовлетворять современников, но почему же нельзя было построить все наши кресла, диваны, ширмы и трюмо в русском духе, не копируя старины, а только вдохновляясь ею? Мне хотелось попробовать, попытать мои силы в этом направлении, призвав к себе в помощь художника с большой фантазией, работающего тоже над этим старинным русским, сказочным прошлым, найти лицо, с которым могла бы создать художественную атмосферу, которой мне недоставало».

Николай Рерих, посетивший Талашкино, писал: 

 «Такие уголки, как Талашкино — это настоящие устои национального развития мысли и искусства. Сколько самобытности они могут пролить на обедневший её народ русский.» 
В деревне Флёново, которая расположена примерно в 1,5 км от Талашкино, находится здание художественной мастерской Тенишевой, а также две постройки в неорусском стиле с элементами стиля «модерн» — изба «Теремок», построенная по проекту художника Сергея Малютина в 1901—1902 годах, и Храм Святого Духа, созданный по проекту Сергея Малютина, Марии Тенишевой и Ивана Барщевского в 1902—1905 годах. Церковь в 1910—1914 годах украшена мозаикой по эскизам Николая Рериха, набранной в частной мозаичной мастерской Владимира Фролова.
Во время революционных событий 1905 года музей был в опасности, и Тенишева покинула Россию на пару лет.

«Меня брал ужас при мысли, что толпа хулиганов набросится на музей, в окна полетят камни, витрины и хрупкие вещи разлетятся в куски, толпа ворвется внутрь и начнет ломать, рубить иконы, уничтожать все то, что я годами с такой любовью собирала… Войска из Смоленска были отозваны в Москву»

Воспоминания во время отъезда в Париж в час революционных событий 1905 года:

«Позади осталось все, что я любила, вся моя работа, все, чем жила и с чем думала дожить до последнего часа своей жизни, чему хотела послужить до конца… Позади одни сожаления, разбитые надежды, страх и чувство горькой обиды… Впереди — туман, неизвестность… Точно жизнь кончилась, и не за что было уцепиться самой маленькой надежде…»

«Мы читали о погромах, поджогах, все культурное исчезало с лица земли родной…»

Восприятие действительности княгиней М. К. Тенишевой на закате Талашкино:

«А что же случилось с верхами? С так называемыми образованными сословиями? Случилось то, что они дали нам ряд поколений, лишенных патриотизма и презрительно и недоброжелательно относящихся ко всему русскому. Русское общество веками понемногу теряло свое достоинство, стало стыдиться самого себя, и в наши дни у большинства окончательно исчезло сознание русской национальной идеи. Наша интеллигенция, за малым исключением, вышла обезличенной, отрекшейся от всего своего, с чужими, навеянными идеями и напичканная вкривь и вкось утопиями западной материалистической философии, которая у многих ребром легла в спутанных и ещё недозревших мозгах. Этот, даже весьма многочисленный сорт „интеллигентов“ в других условиях был бы даже забавен, с его болезненной заботой проходить за ультрапередовых и по своей нетерпимости, переходящей в род какого-то сектантства, выражающегося в том, что те, кто имеет смелость не быть слепо с ними заодно или проявить самостоятельные убеждения, для них парии, которых без разбора валят в один и тот же мешок „ретроградов“».

«Мы больны, мы очень тяжко больны! Наша якобы молодая нация, не дойдя ещё до зари своего рассвета, успела уже подгнить у самого корня и, как ветхий организм, разлагается! Страшно! Больно до слез, обидно…»

- Храм Святого Духа (Талашкино)
- Мозаика «Спас Нерукотворный» Николая Рериха
- Изба «Теремок»
- Памятник Марии Тенишевой

## Экономика
Объединение «Рослегконструкция», АБЗ, база нефтепродуктов.

## Достопримечательности
- Одноимённый музейный комплекс в соседней деревне Флёново (филиал Смоленского государственного музея-заповедника. С 1946 село Талашкино имеет статус историко-художественного заповедника.
- Скульптура на братской могиле воинов Советской Армии, погибших в 1941—1943 гг.
- Храм Святого Духа
- Изба «Теремок»